# Red Bull Bragantino II
Red Bull Bragantino II, entstanden aus Red Bull Brasil, ist ein brasilianischer Fußballverein aus Bragança Paulista, SP. Er ist die zweite Mannschaft von Red Bull Bragantino. Eigentümer des Vereins ist das österreichische Unternehmen Red Bull, das auch hinter den Vereinen FC Red Bull Salzburg, New York Red Bulls und RB Leipzig steht. Zuletzt spielte der Verein in der Staatsmeisterschaft von São Paulo, der höchsten Spielklasse im Bundesstaat São Paulo. Mit dem Ende der Staatsmeisterschaft 2019 im April wurde die Herrenmannschaft in den CA Bragantino integriert, der seit 2020 Red Bull Bragantino heißt. Seit 2020 spielt Red Bull Brasil auf Bundesstaatsebene in der 2. Staatsmeisterschaft (Campeonato Paulista Série A2) sowie auf gesamt-brasilianischer Ebene in der viertklassigen Série D und fungiert als Farmteam für Red Bull Bragantino.

## Geschichte

### Gründung
2007 wurden Pedro Navio und Stefan Kozak, Verantwortliche bei Red Bull Beverage Südamerika, beauftragt, in Brasilien einen Fußballverein für einen eventuellen Einstieg Red Bulls zu finden. Es sollte dann eine komplette Klubübernahme stattfinden, um eine Red Bull Fußballakademie ins Leben zu rufen.
Zunächst wurde angedacht, den Club Juventude zu übernehmen. Der Traditionsverein mit fast 100-jähriger Tradition gab sich Verhandlungen offen. Doch Kozak und Navio waren von Beginn an skeptisch: „Es gab sehr viele offene Fragen und zudem den Umstand, dass eine Veränderung der Vereinsfarben in rot und weiß den Farben eines der größten Juventude-Rivalen in dieser Region entsprochen hätte“. Das war schließlich auch der Hauptgrund, warum das Projekt Juventude beendet wurde.
Nach dem Abstecken der Ziele, der strategischen Ausrichtung und ersten Sondierungsreisen legte man sich auf den Standort Campinas, im Umfeld von São Paulo fest. Um äußeren Einflüssen, Problemen mit Klubeignern und Traditionalisten aus dem Weg zu gehen, entschloss man sich für eine Neugründung eines Vereines mit dem Namen Red Bull Brasil. Es wurde daraufhin auch nach Grundstücken für den Bau einer eigenen Red Bull Arena gesucht, die ursprünglich bis zur FIFA WM 2014 fertiggestellt werden sollte. Diese Pläne wurden jedoch wieder verworfen. Im Januar 2009 fand man mit dem langfristig gemieteten Trainingszentrum in Jarinu einen Standort. Seine Heimspiele trägt der Verein im Estadio Moisés Lucarelli in Campinas aus.

### 2007–2014: Gründung und Aufstieg in die Campeonato Paulista Serie A
In der ersten Saison 2008 qualifizierte sich der Verein in der Série B auf Anhieb für die 3. Gruppenphase, verpasste jedoch dort als 3. in seiner Gruppe den Aufstieg in die Série A-3. In den zwei darauffolgenden Saisonen schaffte der Verein als Meister der Série B 2009 sowie als Meister der Serie A-3 2010 den Durchmarsch in die Serie A-2. In der zweiten Jahreshälfte von 2010 nahm der Verein an der Copa Paulista teil und scheiterte erst im Finale an Paulista FC. 2014 gelang die Vizemeisterschaft der Serie A2 und somit der Aufstieg in die höchste Spielklasse des Bundesstaates São Paulo.

### 2015–2019
2015 erreichte der Verein das Viertelfinale der Campeonato Paulista und qualifizierte sich für die Série D (nationales Qualifikationsturnier für die dritte brasilianische Liga) und für die Copa do Brasil.
Nach schwacher Leistung in der Série D 2015 scheiterte durch den 7. Platz im Campeonato Paulista 2016 auch die erneute Qualifikation für die Série D. Dabei wurde der Red-Bull-Spieler Roger mit 11 Treffern Torschützenkönig des Campeonato Paulista.
Ende März 2019 wurde bekannt, dass der Klub in Verhandlungen über eine Fusion mit dem CA Bragantino steht. Die Verhandlungen führten zum Erfolg. Zum Start in die Série B wurden die beiden Herrenmannschaften miteinander verschmolzen.

### Seit 2020: Farmteam von Red Bull Bragantino
Der CA Bragantino tritt nach dem Aufstieg in die Serie A Brasiliens seit der Saison 2020 als Red Bull Bragantino an. Red Bull Brasil tritt als faktisches Farmteam auf Bundesstaatsebene in der Campeonato Paulista A2 und auf gesamt-brasilianischer Ebene in der Serie D an.

## Stadion
Red Bull Brasil trug seine Heimspiele bis April 2019 im Estádio Moisés Lucarelli, das eine Kapazität von 19.722 Zuschauern hat, aus. Das auch Majestoso genannte Fußballstadion wurde am 12. September 1948 eröffnet und war damals das drittgrößte Stadion in Brasilien. Der Verein teilte sich das Stadion mit AA Ponte Preta, einem der ältesten Fußballvereine Brasiliens.

## Erfolge

### Campeonato Brasilero
- Serie D 2015: 1. Runde
- Série D 2017: 1. Runde

### Campeonato Paulista
| Saison                                                               | Liga (Hierarchie)              | Teams | höchste Stufe (Teams) | Position    | Ref.   |
| -------------------------------------------------------------------- | ------------------------------ | ----- | --------------------- | ----------- | ------ |
| 2008                                                                 | Segunda Divisão (IV)           | 45    | 3. Phase (8)          | 3/4         | [ 5 ]  |
| 2009                                                                 | Segunda Divisão (IV)           | 45    | Finale (2)            | Meister     | [ 6 ]  |
| 2010                                                                 | Primera Divisão Serie A3 (III) | 20    | Finale (2)            | Meister     | [ 7 ]  |
| 2011                                                                 | Primera Divisão Serie A2 (II)  | 20    | Vorrunde (20)         | 5/10        | [ 8 ]  |
| 2012                                                                 | Primera Divisão Serie A2 (II)  | 20    | Halbfinale (8)        | 3/4         | [ 9 ]  |
| 2013                                                                 | Primera Divisão Serie A2 (II)  | 20    | Halbfinale (8)        | 4/4         | [ 10 ] |
| 2014                                                                 | Primera Divisão Serie A2 (II)  | 20    | Finale                | Vizemeister | [ 11 ] |
| 2015                                                                 | Primera Divisão Serie A1 (I)   | 20    | Viertelfinale (8)     | 6           |        |
| 2016                                                                 | Primera Divisão Serie A1 (I)   | 20    | Viertelfinale (8)     | 7           |        |
| 2017                                                                 | Primera Divisão Serie A1 (I)   | 20    | Viertelfinale (8)     | 7           | [ 12 ] |
| 2019                                                                 | Primera Divisão Serie A1 (I)   | 20    | Viertelfinale (8)     |             | [ 13 ] |
| Grün unterlegt: Aufstiege; Gelb unterlegt: Qualifikation für Serie D |                                |       |                       |             |        |

### Copa Paulista
| Saison | Ergebnis                  | Ref.   |
| ------ | ------------------------- | ------ |
| 2008   | nicht teilnahmeberechtigt |        |
| 2009   | nicht teilnahmeberechtigt |        |
| 2010   | Finalteilnahme            | [ 14 ] |
| 2011   | Viertelfinale             | [ 15 ] |
| 2012   | nicht teilgenommen        |        |
| 2013   | 1. Runde                  |        |
| 2014   | Achtelfinale              | [ 16 ] |
| 2018   | Halbfinale                | [ 17 ] |

### Copa do Brasil
Am Copa do Brasil nahm der Klub einmal 2016 teil. Hier schied er in der ersten Runde aus.

## Derbybilanz
| Verein      | Siege | Remis | Niederlagen | Torverhältnis |
| ----------- | ----- | ----- | ----------- | ------------- |
| Guarani     | 0     | 2     | 1           | 6:7           |
| Ponte Preta | 0     | 0     | 1           | 1:2           |

### Spiele gegen Guarani
| Jahr | Wettbewerb  | Ergebnisse     |
| ---- | ----------- | -------------- |
| 2011 | Paulista A2 | 1:2(A); 3:3(H) |
| 2014 | Paulista A2 | 2:2(A)         |

### Spiele gegen Ponte Preta
2015 Campeonato Paulista 1:2

## Trainer
- Paulo Sérgio: 2008
- Ricardo Pinto: 2008–2009
- José Luis Fernandes: 2009
- Jair Picerni: 2009
- Márcio Fernandes: 2010–2011
- Luciano Dias 2011–2012
- Argel Fucks 2012–2013
- Mauricio Barbieri 2014–

## Präsident
- Stefan Kozak: 2007–2009
- Pedro Francisco Prezenço Navio: 2009–2019